# Списак најгледанијих видеа на српском језику на Јутјубу
Јутјуб је амерички веб-сајт за дељење и размену видео датотека. Седиште се налази у Сан Бруну у Калифорнији.
Најгледанији јутјуб видео на српском језику је дечија успаванка "Мама воли бебу" коју је отпремио канал Nykk Deetronic 2013. године која је до сада скупила 259 милиона прегледа. Најгледанији музички видео је "Моје злато" Милице Тодоровић и Ем-си Јанка који има 149 милиона прегледа.

## Списак
Следећи списак наводи 10 најгледанијих видеа на Јутјубу који су на српском језику.
| Ранг                        | Назив видеа           | Канал            | Бр. прегледа (милиона) | Датум отпремања    | Напомене |
| --------------------------- | --------------------- | ---------------- | ---------------------- | ------------------ | -------- |
| 1.                          | "Мама воли бебу"      | Nykk Deetronic   | 259                    | 14. фебруар 2013.  |          |
| 2.                          | "Пилићи"              | IDJKids          | 159                    | 7. јул 2015.       |          |
| 3.                          | "Моје злато"          | yankoomusic      | 149                    | 28. август 2014.   | [ А ]    |
| 4.                          | "La Miami"            | IDJVideos.TV     | 125                    | 6. јун 2018.       | [ Б ]    |
| 5.                          | "Uno momento"         | IDJVideos.TV     | 117                    | 22. јул 2014.      | [ В ]    |
| 6.                          | "Кило горе кило доле" | Mile Kitic       | 102                    | 14. фебруар 2013.  |          |
| 7.                          | "Три чаше"            | Milica Todorovic | 92                     | 11. децембар 2013. | [ Г ]    |
| 8.                          | "Медо брундо"         | Мали људи        | 88                     | 6. децембар 2014.  |          |
| 9.                          | "Бела циганка"        | STOJA official   | 84                     | 4. новембар 2013.  |          |
| 10.                         | "Дођеш ми у сан"      | Pedja Medenica   | 84                     | 7. август 2013.    |          |
| Приступљено 13. марта 2021. |                       |                  |                        |                    |          |